# Ladislas Mandel
Ladislas Mandel (* 26. Mai 1921 in Oradea, Rumänien; † 21. Oktober 2006 in Paradou, Frankreich) war ein ungarisch-französischer Typograf.

## Leben und Werk
Ladislas Mandel, als Ungar in Rumänien geboren, ging 1936 nach Frankreich. Er studierte Bildhauerei, Malerei und Steinschneiderei an der École supérieure d’art et design Le Havre-Rouen und an der Académie Ranson in Paris. Mandel lehrte an der Universität Paris VIII und war 1985 Mitbegründer des Atelier national de recherche typographique/Atelier national de création typographique (ANCT), Mitglied der Rencontres internationales de Lure und der Association Typographique Internationale.
Als Schriftgestalter arbeitete er ab 1954 mit Adrian Frutiger zusammen. 1955 wurde er Werkstattmeister bei Deberny & Peignot, wo er 1963 Frutiger ablöste, der 1962 eine eigene Firma gegründet hatte. Mandel passte viele Schriften vom Bleisatz an den Fotosatz an. Seit 1968 arbeitete er für Lumitype (IPC). 1977 machte er sich selbstständig und entwarf 1985 die Schriftarten Clottes und Galfra für französische Telefonbücher.